# Dicksonia fragilis
Dicksonia fragilis là một loài dương xỉ trong họ Dicksoniaceae. Loài này được Trevir. mô tả khoa học đầu tiên năm 1816.
Danh pháp khoa học của loài này chưa được làm sáng tỏ. 